# Al-Hasan ibn Gannun
al-Ḥasan II ibn al-Qāsim Gannūn (Kannūn) (Arabo الحسن الثاني بن القاسم كنون; ... – Cordova, 985) fu il tredicesimo e ultimo sultano della dinastia sciita degli Idrisidi del Maghreb al-Aqsa (attuale Marocco). Regnò dal 954 al 974.

## Biografia

### Guerra con il Califfato di Cordova
Salì al trono dopo l'abdicazione del fratello Abū l-ʿAysh Aḥmad, che abbandonò il trono dopo essere stato sconfitto a Tangeri dagli Omayyadi del Califfato di Cordova. Approfittando della debolezza dei sostenitori degli Omayyadi in Maghreb, al-Ḥasan attaccò territori maghrebini degli Omayyadi. Nell'agosto del 972, il Califfo al-Ḥakam II inviò contro gli Idrisidi il generale Qāsim ibn Muḥammad ibn Tumlus e l'ammiraglio Ibn al-Rumahis.  Le forze andaluse riconquistarono Tangeri, e, dopo numerose battaglie vittoriose, riuscirono ad espugnare la capitale idriside Assila. 

Il sultano al-Ḥasan inflisse una pesante sconfitta alle forze andaluse a Mahran, dove caddero 1500 tra i migliori soldati andalusi, tra cui lo stesso generale Ibn Tumlus. Questo massacro aumentò il desiderio del califfo al-Ḥakam II di distruggere gli Idrisidi. Al-Ḥasan  adottò una strategia di molestie, agguati e incursioni contro le forze omayyadi. Valoroso, audace e crudele, al-Ḥasan partecipava di persona ai combattimenti.

Il califfo di Cordova mandò in Maghreb al-Aqsa uno dei suoi migliori generali, Ghālib ibn ʿAbd al-Raḥmān al-Saqlabī. Nell'agosto 973 ricevette i rinforzi guidati dal governatore tugibide di Saragozza.
Nel settembre 973 al-Ḥasan fuggì con i suoi uomini più fedeli nella fortezza di Hajar al-Nasar. Abbandonato dalla maggior parte dei suoi sostenitori e duramente assediato, al-Ḥasan capitolò nel marzo del 974. Con i suoi ultimi seguaci e le loro famiglie, fu inviato a Cordova, come aveva concordato con Ghālib prima di consegnare la fortezza.

### Esilio a Cordova, Egitto e ripresa del potere
Dopo essere rimasto un po' a Cordova, dove fu trattato bene, venne espulso nel 975 o nel 976, rifugiandosi nell'Egitto fatimide. La sua espulsione è stata una delle misure prese dal ciambellano Yaáfar al-Mushafi durante la malattia finale dial-Ḥakam II, per assicurare la salita al trono di Hishām II.

I Fatimidi lo accolsero e gli promisero il loro supporto per recuperare il suo regno, in cambio della sottomissione all'autorità religiosa fatimide. Il califfo fatimide al-ʿAzīz accettò di aiutare al-Ḥasan anche perché non voleva che gli Idrisidi e i loro sostenitori rimanessero in Egitto, perché gli considerava pericolosi.
Nel 985 tornò nel Maghreb al-Aqsa, sostenuto dai Fatimidi e dai loro vassalli Ziridi, dove riuscì a prendere per un breve periodo il potere, proclamandosi anche califfo e imam. Venne più volte sconfitto dagli eserciti mandati dal califfo di Cordova nel mese di agosto. La morte improvvisa dello ziride Buluggīn ibn Zīrī, che avrebbe dovuto sostenere il ritorno al potere di al-Ḥasan, causò il fallimento dei piani di quest'ultimo, che si rifugiò con pochi sostenitori nella fortezza di al-Aqlam, dove alla fine si arrese.
Anche se il cugino di Almanzor, che aveva partecipato alle operazioni militari, gli aveva promesso che gli sarebbe stata salvata la vita, al-Ḥasan fu decapitato per ordine di Almanzor nel settembre o nell'ottobre del 985.

Ciò concluse la lunga e sanguinosa guerra tra gli Idrisidi gli Omayyadi del Califfato di Cordova. La maggior parte del Maghreb al-Aqsa rimase sotto il controllo del Califfato di Cordova fino al 1012.

### Discendenti degli Idrisidi
Gli Hammudidi, discendenti degli Idrisidi, fonderanno e governeranno più avanti la Ta'ifa di Malaga, giungendo a diventare anche califfi di Cordova durante gli ultimi anni del Califfato di Cordova.
Discendente degli Idrisidi fu anche Muḥammad ibn ʿAlī al-Gūṭī, che fu nominato sultano a Fez nel 1465, anno del massacro che portò la fine della dinastia merinide, venendo però detronizzato poco dopo da Muḥammad al-Shaykh al-Wattāṣī, primo sultano della dinastia wattaside.
Altri discendenti degli Idrisidi furono al-Idrīsī, uno dei più importanti geografi del Medioevo, e Abū l-Ḥasan ʿAlī al-Shādhilī, una delle più importanti figure del sufismo.